# (21289) Giacomel
(21289) Giacomel est un astéroïde de la ceinture principale.

## Description
(21289) Giacomel est un astéroïde de la ceinture principale. Il fut découvert le 3 novembre 1996 à Sormano par Francesco Manca et Valter Giuliani. Il présente une orbite caractérisée par un demi-grand axe de 2,31 UA, une excentricité de 0,07 et une inclinaison de 5,9° par rapport à l'écliptique.

## Compléments